# Гифхорн
Гифхорн (на немски: Gifhorn) е град в Северозападна Германия, провинция Долна Саксония.
Разположен е в провинция Долна Саксония при вливането на реките Алер и Изе. Населението му е 42 945 жители от преброяването на 1 декември 2005 г. На 22 км източно от Гифхорн е град Волфсбург.
Първите сведения за града датират от 1196 г. Градът е известен с музея на вятърните мелници.
Железопътен възел с 2 гари. Първата гара е в южната част на града. На нея се пресичат линиите Хановер - Волфсбург и Юлцен - Брунсвик. В северната част на града е втората железопътна гара. Тя е отклонение в западна посока от линията Юлцен-Брунсвик. От нея се пътува към градовете Целе и Бремен.

## Побратимени градове
- Гарделеген, Германия
- Дъмфрийс, Шотландия, Обединено кралство
- Корсун Шевченкивски, Украйна
- Ксанти, Гърция
- Халсбери, Швеция